# Nová Ves u Chýnova
Nová Ves u Chýnova település Csehországban, a Tábori járásban. Nová Ves u Chýnova Tábor, Turovec, Chýnov és Radenín településekkel határos. Lakosainak száma 326 fő (2024. január 1.).

## Népesség
A település lakosságának változását az alábbi diagram mutatja:
| Lakosok száma | 432  | 373  | 322  | 286  | 220  | 273  | 320  | 326  | 322  | 326  |
|               | 1869 | 1900 | 1921 | 1961 | 1980 | 2011 | 2016 | 2019 | 2021 | 2024 |